# Triaeris manii
Triaeris manii là một loài nhện trong họ Oonopidae.
Loài này thuộc chi Triaeris. Triaeris manii được B. K. Tikader & M. S. Malhotra miêu tả năm 1974.